# High Standard Model 10
High Standard Model 10 — американское самозарядное ружьё, производилось компанией High Standard Manufacturing Company.

## История

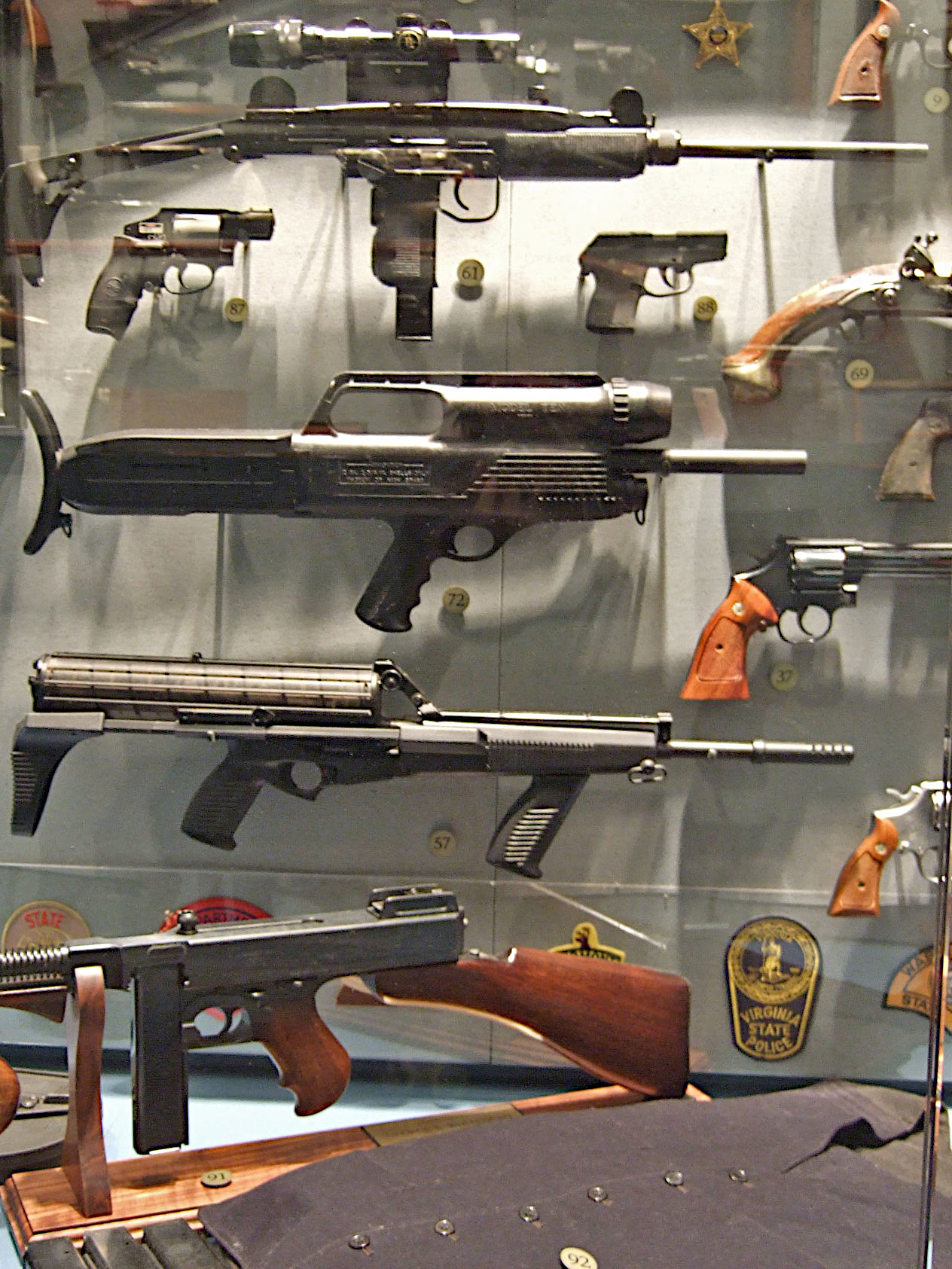
Model 10A в оружейном музее (посередине и выше)

Ружьё было разработано сержантом полиции Санта-Моники Альфредом Кроучем (англ. Alfred Crouch) в конце 1950-х и запатентовано в 1957—1961 годах. Ружьё имело алюминиевую ложу, пистолетную рукоять и вращающимся вокруг продольной оси затыльником приклада, что позволяло стрелять не только от плеча, но и с одной руки, уперев повернутый горизонтально затыльник в бицепс стреляющей руки. Первоначально в качестве основы было выбрано ружьё Remington 11-48. В 1965 году Кроуч продал своё изобретение американской компании High Standard Manufacturing Company. Ружьё было переделано инженерами компании: ложе стало пластиковым, была добавлена рукоять для переноски и боевой фонарь над стволом в передней части рукояти переноски. Основой стало самозарядное газоотводное ружьё Flite King этой же компании. В 1967 году началось производство Модели 10 под названием High Standard Model 10A (HS-10A). В 1970 году конструкция модели 10A была улучшена: интегральная рукоять переноски стала складной вбок, на левой стороне оружия появилась вторая рукоять перезарядки. Эта модель была обозначена High Standard Model 10B (HS-10B). Модель 10B стала также продаваться не только полиции, но и частным лицам. Однако через несколько лет департаменты полиции стали избавляться от этого оружия из-за его низкой надёжности и малой вместимости (4 патрона).

## Описание
Конструкция Модели 10 основана на самозарядном ружье Flite King, переделанном в компоновку буллпап. Для перезарядки используется энергия пороховых газов. Газоотводный механизм с кольцевым поршнем, расположенным вокруг трубы магазина. Запирание ствола перекосом затвора, выброс гильз шел на правую сторону, из-за чего оружие было непригодным для стрельбы с левого плеча.